# Michael Degen

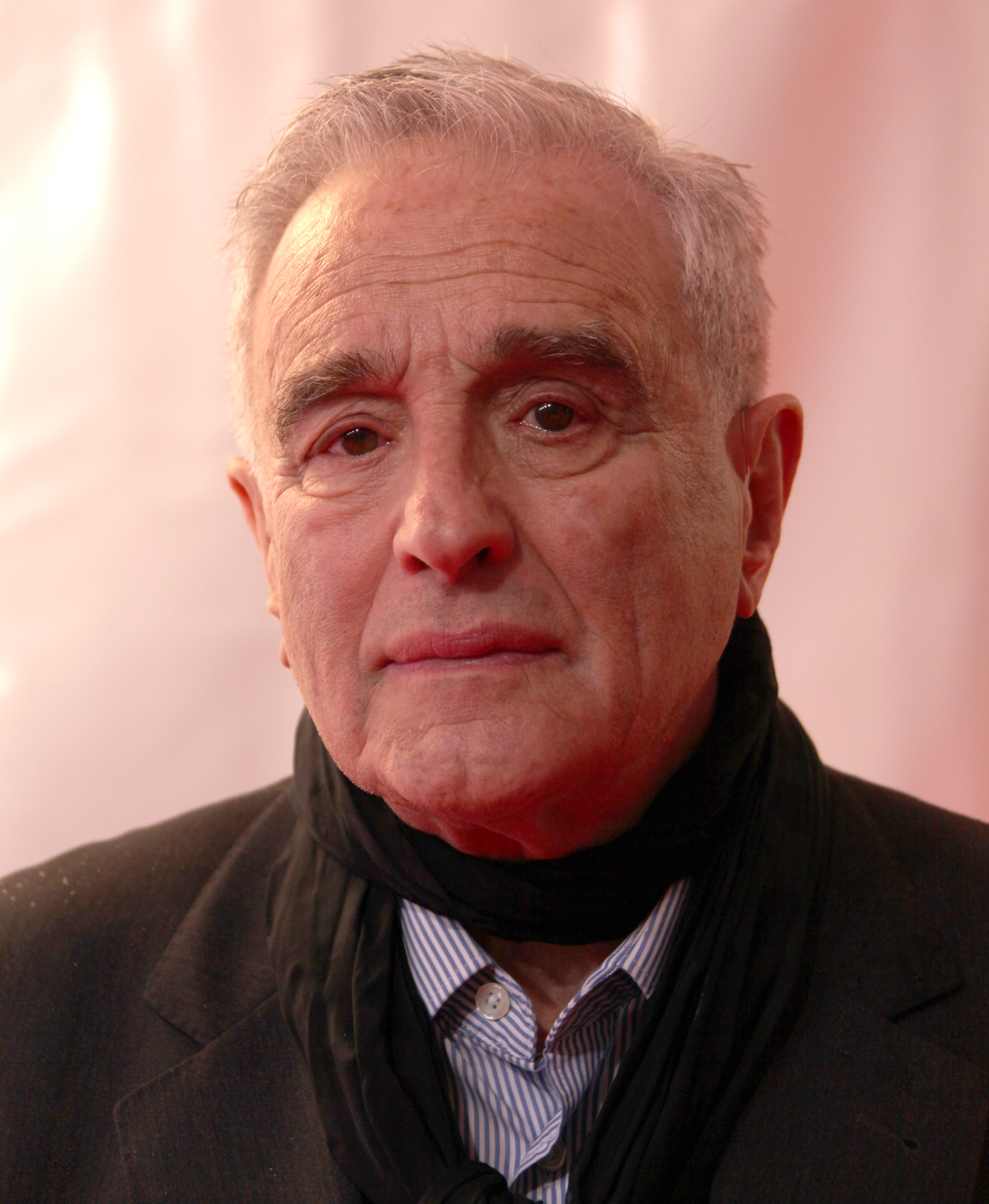
Michael Degen, 2012

Michael Degen (eigentlich Max-Michael Degen; geboren am 31. Januar 1928 in Chemnitz; gestorben am 9. April 2022 in Hamburg) war ein deutsch-israelischer Theater- und Filmschauspieler sowie Hörspielsprecher und Schriftsteller.

## Leben

### Herkunft und Jugend
Michael Degen war ein Sohn von Jakob Degen (1900–1940) und dessen Frau Anna (1906–1975). 1933 zogen sie mit ihm und seinem älteren Bruder Adolf (1924–1967), später Arie genannt, von Chemnitz nach Berlin-Tiergarten. Im Winter 1939/40 wurde sein Bruder über Dänemark und Schweden nach Palästina geschickt, um ihn wegen seiner jüdischen Herkunft vor der nationalsozialistischen Gewaltherrschaft zu retten. Im September 1939 deportierte die Gestapo seinen Vater. Dieser überlebte zwar das Konzentrationslager Sachsenhausen trotz schwerster Verletzungen, starb aber kurz nach seiner Freilassung an den Folgen der erlittenen Folter im April 1940.
Ungefähr 1941 ließ seine Mutter für Michael Degen einen gefälschten, auf den Namen Max Gemberg lautenden, deutschen Postausweis mit dem Geburtsdatum 31. Januar 1932 anfertigen. Dies diente neben der Verschleierung seiner jüdischen Herkunft dazu, ihn vor der Einberufung zum Kriegsdienst zu schützen. Erst nach seinem Tod wurde öffentlich, dass Degen bereits 1928 geboren war.
Michael Degen besuchte die jüdische Schule bis zu ihrer Schließung im Jahr 1942. Angesichts von Zwangsräumungen ihrer Nachbarn durch die Gestapo im Jahr 1943 beschloss seine Mutter spontan, sich und ihren Sohn vor dem Zugriff zu retten. Acht Mal mussten sie auf ihrer Flucht unter falscher Identität das Versteck wechseln, bis sie in einer Laubenkolonie bei nichtjüdischen Freunden, den Kommunisten Marie-Luise und Carl Hotze, im Berliner Ortsteil Kaulsdorf bleiben und überleben konnten. Das Ehepaar Hotze wurde im November 1943 verhaftet. Während Marie-Luise 1944 ermordet wurde, erlebte Carl Hotze die Befreiung aus dem KZ Mauthausen. 2019 wurden zwei Stolpersteine vor dem Wohnhaus der Familie Hotze in der Straße An der Wuhle 41 verlegt.

### Privates
Degen wurde Vater von je zwei Kindern aus zwei Ehen. Eine Tochter aus seiner ersten Ehe mit der Künstlerin Sarah Eckel ist die Schauspielerin Elisabeth Degen (Aimée & Jaguar). 2009 waren beide gemeinsam im Kurzfilm Kriegerstock und 2017 im Film Winterjagd zu sehen. Nach seinem Tod wurde bekannt, dass es noch ein fünftes Kind gibt, einen 1999 geborenen Sohn.
Michael Degen war in dritter Ehe mit der Journalistin Susanne Sturm verheiratet und lebte mit ihr in Hamburg, wo er am 9. April 2022 im Alter von 94 Jahren starb.

## Karriere

### Schauspielausbildung und Emigration nach Israel
1950 begann Michael Degen mit Hilfe eines Stipendiums eine Schauspielausbildung am Deutschen Theater im damaligen sowjetischen Sektor Berlins. Dort erhielt er auch sein erstes Engagement. 1951 emigrierte er auf Wunsch seiner Mutter in den jungen Staat Israel, dessen Staatsbürgerschaft der zuvor Staatenlose erhielt. Er diente dort bei den israelischen Streitkräften, allerdings weigerte er sich, eine Waffe zu tragen und den Fahneneid abzulegen.
Während dieser Zeit fand er auch seinen älteren, im Krieg verwundeten Bruder Adolf Degen in einem Lazarett wieder und lernte mit dessen Hilfe Neuhebräisch. Danach war er an den Kammerspielen in Tel Aviv engagiert und spielte in Klassikern von Shakespeare oder Molière auf Hebräisch. Nach zwei Jahren verließ er Israel und kehrte nach Deutschland zurück. Er wollte wieder in deutscher Sprache auf der Bühne stehen.

### Künstlerische Laufbahn in Deutschland und Österreich

#### Theater
In Berlin spielte Michael Degen wieder im Ensemble von Bertolt Brecht am Deutschen Theater. Zahlreiche Engagements folgten in den nächsten Jahrzehnten auf den Bühnen von Köln, Frankfurt am Main, Berlin, München, Salzburg, Hamburg und Wien. Im Laufe seiner Theater- und Filmlaufbahn arbeitete er neben Brecht mit weiteren bedeutenden Regisseuren wie George Tabori (Die Kannibalen, 1969), Ingmar Bergman (Fräulein Julie, 1981, Don Juan von Molière, Salzburger Festspiele 1983), Claude Chabrol (Die Wahlverwandtschaften von Goethe, 1981), Rudolf Noelte und Peter Zadek (Ghetto von Joshua Sobol, 1984) zusammen. In der Spielzeit 2010/11 und 2014 spielte Degen im Stück Heldenplatz von Thomas Bernhard im Wiener Burgtheater und in Mir fällt zu Hitler nichts ein im Wiener Theater in der Josefstadt.

#### Film und Fernsehen

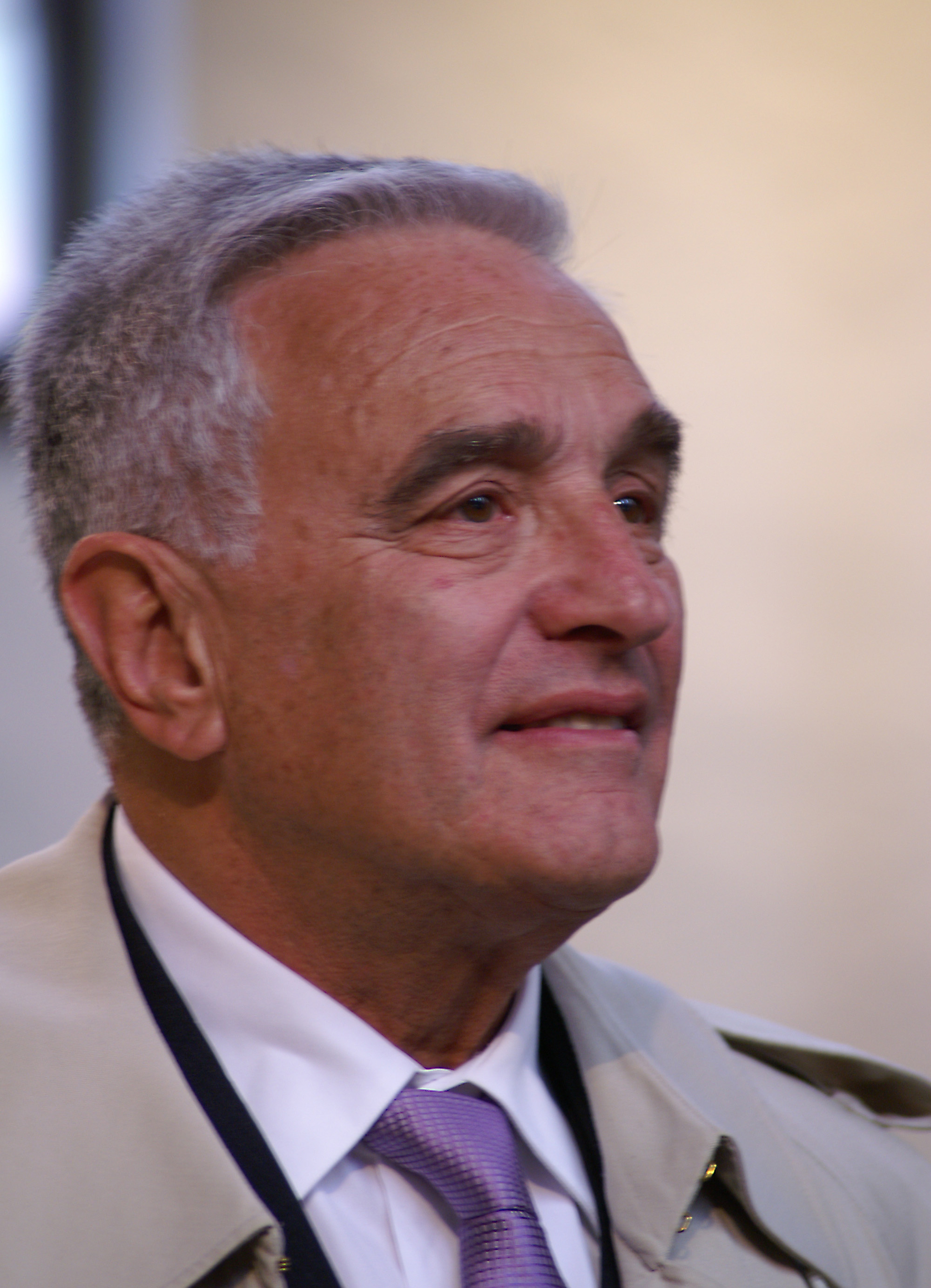
Michael Degen, 2006

Dem Fernsehpublikum wurde Degen 1979 durch seine Rolle des Grünlich in Franz Peter Wirths Fernsehserie Die Buddenbrooks bekannt. In den 1980er Jahren folgten Auftritte in Fernsehfilmen wie Dieter Wedels Mittags auf dem roten Platz (1983), Egon Monks Die Geschwister Oppermann (1983), Peter Beauvais’ Die ewigen Gefühle (1984) und Michael Kehlmanns Geheime Reichssache (1987). Im letztgenannten Film, der die Blomberg-Fritsch-Krise 1938 thematisiert, spielte Degen Adolf Hitler. In der modernen tschechoslowakisch-deutschen Märchenadaption Froschkönig von Juraj Herz bildete er 1991 gemeinsam mit Iris Berben ein Königspaar, das Eltern dreier Königstöchter ist.

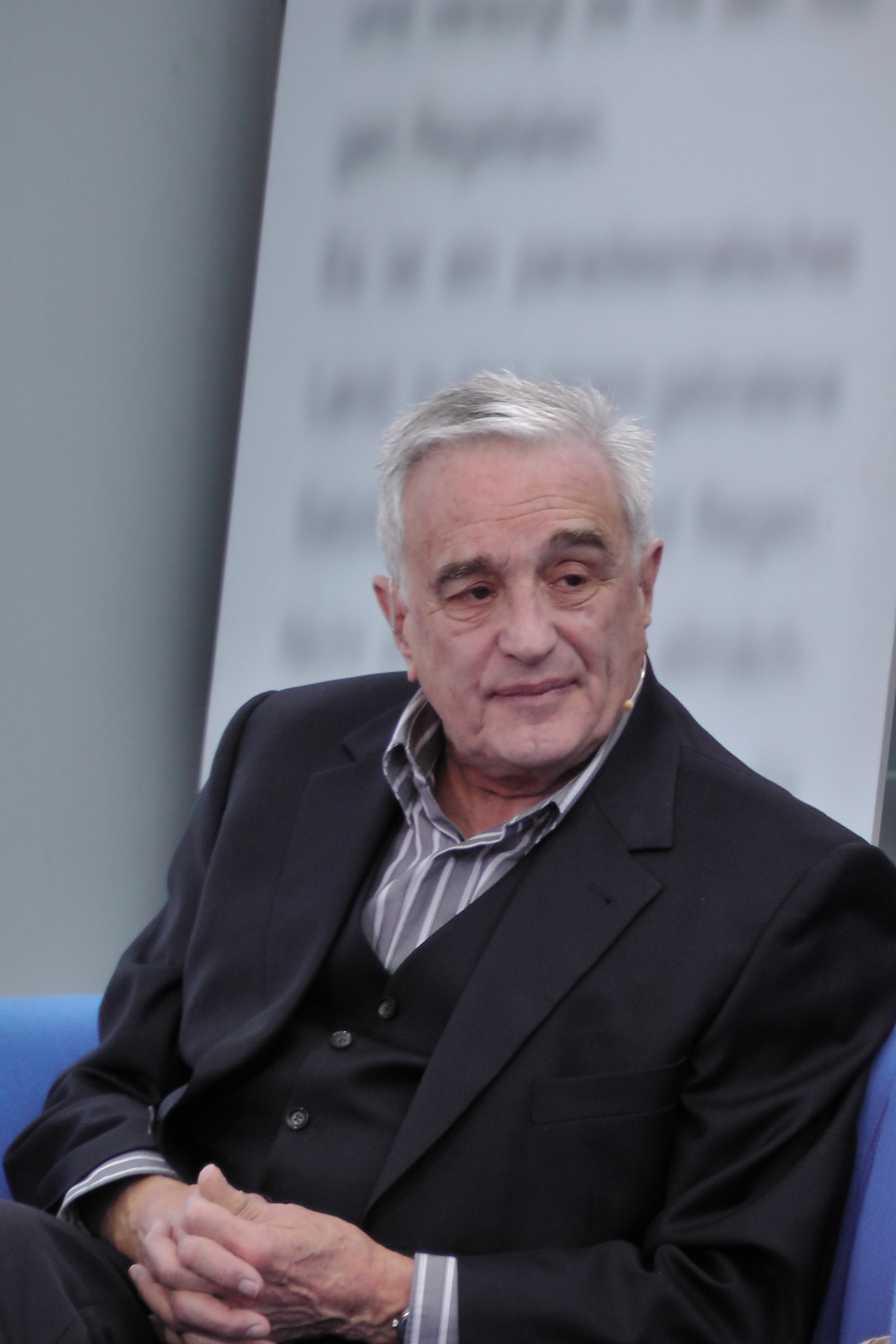
Michael Degen, 2011

Vielen Fernsehzuschauern blieb er durch Diese Drombuschs (ab 1989), eine der populärsten Serien der späten 1980er Jahre, wo er an der Seite von Witta Pohl und Günter Strack spielte, in Erinnerung. Ab der im Oktober 2000 ausgestrahlten Pilotfolge Vendetta war er an der Seite von Joachim Król und Uwe Kockisch in der ARD-Krimireihe Donna Leon in der durchgehenden Serienhauptrolle des Vice-Questore Patta zu sehen. 2018 stand er für die vorletzte Folge Ewige Jugend, die im April 2019 gesendet wurde, in einer kurzen Szene letztmals vor der Kamera. In  Margarethe von Trottas Spielfilm Hannah Arendt aus dem Jahr 2012  verkörperte er die Rolle des Kurt Blumenfeld.

#### Autorentätigkeit
Ab 1999 trat Michael Degen auch als Schriftsteller in Erscheinung. Degens Autobiografie Nicht alle waren Mörder (1999) wurde 2006 für die ARD verfilmt. In Zusammenarbeit mit Degen verfasste Jo Baier das Drehbuch und führte Regie. Seine letzte literarische Veröffentlichung war 2015 der Roman Der traurige Prinz über die wahre Begegnung mit seinem Schauspielerkollegen Oskar Werner, der sein einstiges Vorbild war. Er erzählt von einem Nachtgespräch 1983 in Vaduz, nachdem er Werners letzten Auftritt in der Titelrolle von Kleists Drama Prinz von Homburg gesehen hatte.

## Filmografie (Auswahl)
- 1966: Die Geschichte des Rittmeisters von Wuthenow (Fernsehspiel)[23]
- 1967: Der Ritter vom Mirakel (Fernsehspiel)[24]
- 1967: Das Attentat: L. D. Trotzki – Tod im Exil
- 1968: Der Richter von Zalamea (Fernsehspiel)[25]
- 1968: Die fremde Frau und der Mann unterm Bett (Fernsehspiel)[26]
- 1970: Emilia Galotti
- 1970: Die U-2 Affäre
- 1974: Supermarkt (Kino)
- 1975: Filmriss
- 1976: Die 21 Stunden von München
- 1977: Tatort – Das Mädchen am Klavier (Fernsehreihe)
- 1977: Jenseits von Gut und Böse (Kino)
- 1979: Die Buddenbrooks (Fernsehserie)
- 1979: Phantasten
- 1980: Ein Mann von gestern
- 1981–1987: Derrick (Fernsehserie, verschiedene Rollen, vier Folgen)
- 1982: Die Wahlverwandtschaften
- 1983: Die Geschwister Oppermann (Fernsehdreiteiler)
- 1983: SOKO München (Fernsehserie, Folge Horrortrip)
- 1984: Julia
- 1984: Die ewigen Gefühle
- 1984–1993: Der Alte (Fernsehserie, verschiedene Rollen, sechs Folgen)
- 1985: Plötzlich und unerwartet
- 1985: Hautnah
- 1986: Ein heikler Fall (Fernsehserie, Folge Eigentum ist Diebstahl)
- 1986: Das Mord-Menü (Fernsehfilm)
- 1986: Das Wahlergebnis
- 1987: Das Traumschiff – Brasilien
- 1987: Die Kolonie
- 1987: Die Krimistunde (Fernsehserie, Folge 27, Episode: „Ein glückliches Opfer“)
- 1987: Wer lacht schon über Rosemann
- 1987–1990: Diese Drombuschs (Fernsehserie, 15 Folgen)
- 1988: Geheime Reichssache (Fernsehzweiteiler)
- 1988: Die Bombe (Fernsehfilm)
- 1988: Die Männer vom K3 – Spiel über zwei Banden (Fernsehreihe)
- 1988: Game, Set, and Match (Fernsehserie, 12 Folgen)
- 1989: Wie du mir…
- 1989: Mission Eureka (Fernsehserie)
- 1990: Dr. M (Kino)
- 1990: Der Meister des Jüngsten Tages (Fernsehfilm)
- 1991: Struppi & Wolf
- 1991: Der Froschkönig (Kino)
- 1991: Die Erbschaft
- 1993: Auto Fritze (Fernsehserie)
- 1993: Ein unvergessliches Wochenende … in Salzburg (Fernsehserie)
- 1993: Christinas Seitensprung
- 1993: Das Sahara-Projekt (Fernsehvierteiler)
- 1994: Tatort – Die Sache Baryschna
- 1994: Die letzte Entscheidung
- 1994: Anna Maria – Eine Frau geht ihren Weg
- 1995: Das wilde Mädchen
- 1996: Spiel des Lebens (Fernsehserie, Folge Nachtasyl)
- 1996: Spitzenleistung
- 1996: Tanz auf dem Vulkan (Fernsehdreiteiler)
- 1996–2001: OP ruft Dr. Bruckner (Fernsehserie, 20 Folgen)
- 1997: Verschollen in Thailand (Fernsehserie, zehn Folgen)
- 1997: Die letzte Rettung
- 1997: Porträt eines Richters
- 1998: Eine ungehorsame Frau
- 1998: Kidnapping – Ein Vater schlägt zurück
- 1998: Das Frankfurter Kreuz
- 1998: Tatort – Rosen für Nadja
- 1998: Der König (Fernsehserie, Folge Dr. med. Mord)
- 1999–2003: Siska (Fernsehserie, verschiedene Rollen, drei Folgen)
- 2000–2019: Donna Leon → siehe Episodenliste
- 2000: Tatort – Viktualienmarkt
- 2000: Rote Glut
- 2000: Manila (Kino)
- 2001: Klinik unter Palmen – Gebrochene Herzen (Fernsehreihe)
- 2001: Klinik unter Palmen – Tränen und Tequila
- 2001: Klinik unter Palmen – Stunden der Entscheidung
- 2001: Dr. Sommerfeld – Neues vom Bülowbogen (Fernsehserie, Folge Altes Herz wird wieder jung)
- 2002: Nachts im Park (Kino)
- 2002: Leo und Claire (Kino)
- 2002: Liebe unter Verdacht
- 2003: Babij Jar – Das vergessene Verbrechen (Kino)
- 2003: Der zweite Frühling
- 2003: Rosamunde Pilcher – Gewissheit des Herzens (Fernsehreihe)
- 2004: Der Wunschbaum (Fernsehdreiteiler)
- 2005: Das Traumschiff – Vancouver (Fernsehreihe)
- 2005: Unter weißen Segeln – Abschiedsvorstellung (Fernsehreihe)
- 2006: Ein Fall für zwei (Fernsehserie, Folge Der verlorene Sohn)
- 2006: Unser Kindermädchen ist ein Millionär
- 2006: Die Sturmflut
- 2006: Zwei Bräute und eine Affäre
- 2007: Tatort – Satisfaktion
- 2008: Sommerwellen
- 2008: Der letzte Grieche
- 2008: Die Patin – Kein Weg zurück (Fernsehdreiteiler)
- 2009: Rosamunde Pilcher – Entscheidung des Herzens
- 2009: Die Seele eines Mörders
- 2009: Kriegerstock (Kurzfilm)
- 2012: Ausgerechnet Sibirien (Kino)
- 2012: Hannah Arendt (Kino)
- 2013: SOKO Leipzig (Fernsehserie, Folge Der Zobel)
- 2014: Herzensbrecher – Vater von vier Söhnen (Fernsehserie, Folge Constanzes Geheimnis)
- 2017: Winterjagd
- 2017: Der Tel-Aviv-Krimi – Masada (Fernsehreihe)
- 2017: Das letzte Mahl

## Hörspiele (Auswahl)
Die ARD-Hörspieldatenbank enthält für den Zeitraum von 1956 bis 2022 (Stand: Juni 2022) insgesamt 137 Datensätze, bei denen Michael Degen als Sprecher geführt wird.
- 1966: Fred Hoyle: Die schwarze Wolke (Dave Weichart) – Regie: Otto Düben (Hörspielbearbeitung, Science-Fiction-Hörspiel – WDR)

## Theater (Auswahl)
- 1952: William Shakespeare: Wie es euch gefällt (Rolle des Orlando), Theater am Schiffbauerdamm Berlin, Regie: Falk Harnack
- 1984:  Jehoschua Sobol: Ghetto (Rolle des jüdischen Anführers Yaakov Gens), Freie Volksbühne Berlin, Regie: Peter Zadek[27]
- 1988: Arthur Schnitzler: Professor Bernhardi (Rolle des Prof. Bernardi), Theater in der Josefstadt Wien, Regie: Otto Schenk
- 2010: Thomas Bernhard: Heldenplatz (Rolle als Professor Robert Schuster), Theater in der Josefstadt, Regie: Philip Tiedemann[28]

## Schriften
- Nicht alle waren Mörder – Eine Kindheit in Berlin. Econ, München 1999, ISBN 3-430-12049-7; Ullstein, Berlin 2004, ISBN 3-548-84001-9; List, Berlin 2009, ISBN 978-3-548-60910-2, Autobiographie von 1943–1945.
- Blondi. List, München 2004, ISBN 3-548-60409-9, Roman.
- Der Steuerhinterzieher. Ullstein, Berlin 2005, ISBN 3-550-08617-2, Roman.
- Mein heiliges Land. Auf der Suche nach meinem verlorenen Bruder. Rowohlt Verlag, Berlin 2007, ISBN 978-3-87134-559-3, Erlebnisbericht.
- Familienbande. Rowohlt Verlag, Berlin 2011, ISBN 978-3-87134-633-0, Roman über das Leben von Michael Mann.
- Der traurige Prinz. Roman einer wahren Begegnung. Rowohlt Verlag, Berlin 2015, gebunden, ISBN 978-3-87134-768-9, Roman über Degens Begegnung mit Oskar Werner.[29]

Sonstige Veröffentlichungen
- Nackt geschält. In: Amadeus Gerlach (Hrsg.): Inszenierungen in Moll. Der Regisseur Rudolf Noelte. Rudolf Noelte zum 75. Geburtstag. Aufsatzsammlung. Hentrich, Berlin 1996, ISBN 3-89468-210-8, S. 85 ff.

## Auszeichnungen
- 1969: Großer Hersfeld-Preis
- 1988: Kainz-Medaille der Stadt Wien (Überreichung am 30. März 1989)[30]
- 2003: Berliner Bär (B.Z.-Kulturpreis) in Bronze für seine Memoiren Nicht alle waren Mörder
- 2022: Deutscher Schauspielpreis für das Lebenswerk (posthume Verleihung)[31]